# Arenophryne rotunda
Espèce
Statut de conservation UICN

 LC  : Préoccupation mineure
Arenophryne rotunda est une espèce d'amphibiens de la famille des Myobatrachidae.

## Répartition

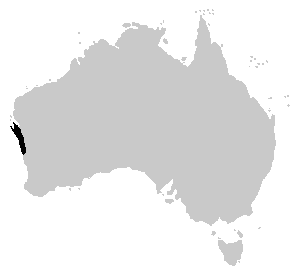
Carte de distribution.

Cette espèce est endémique d'une toute petite région côtière de l'Australie-Occidentale entre Geraldton et la baie Shark ainsi que sur l'île Dirk Hartog,. Elle se rencontre jusqu'à 150 m d'altitude.

## Description
Arenophryne rotunda mesure jusqu'à 33 mm. C'est une grenouille fouisseuse aux jambes courtes et puissantes. Son dos est tacheté du vert foncé au blanc en passant par le marron clair. Il est parsemé de verrues et de crêtes. Le ventre est blanc. La tête est petite, de forme triangulaire. Les tympans ne sont pas visibles. Elle vit enfouie dans le sol.

## Publication originale
- Tyler, 1976 : A new genus and two new species of leptodactylid frogs from Western Australia. Records of the Western Australian Museum, vol. 4, p. 45-52 (texte intégral).